# 二大爷
邓海燕（1978年10月24日—），贵州毕节人，“二大爷”系列文章作者，现居美国经营YouTube自媒体频道“二爷故事”，频道内容以时事评论、中共党史、中国近现代史为主。他曾是中国共产党党员，并在广州市黄埔区从事多年刑警和公务员工作，2019年被地方当局予以开除党籍与公职处分。

## 生平
邓海燕出生于贵州省毕节市的一个军人家庭。受父亲强迫，他在高考后进入中国人民公安大学，毕业后被分配至广州市公安局黄埔分局，成为了一名刑警，同时加入了中国共产党。从事刑警工作七年后，升职失败，被调任至广州市黄埔区党委从事文书工作。
2010年，邓海燕开始在网络上发表文章，内容主要为中共党史和中国近现代史，曾用笔名“没有子弹”、“贺兰山剑客”、“罗马叛徒”等。2016年起，固定笔名为“二大爷”，源于其妻子取的绰号，其称他們的女兒为“大爷”，他为“二大爷”，意为諷刺他們在家中像大爺般无所事事。2018年，邓海燕因发表的文章而受到中共当局关注，9月8日起被有关部门约谈“喝茶”共十四次，被抄家两次。2019年10月，受到广州市黄埔区纪检委与监察委给予开除党籍与公职处分。
2019年底，邓海燕举家移居美国洛杉矶。2020年5月，开设YouTube频道“二爷故事”，2023年3月起开始定期更新频道。
2023年8月接受王志安采访。2023年9月6日接受美国之音采访。2024年5月来到王志安家做客。